# 報恩講
報恩講（ほうおんこう）は、浄土真宗の宗祖（開祖）とされる親鸞（1173年 - 1262年） の祥月命日の前後に、救主阿弥陀如来並びに宗祖親鸞に対する報恩謝徳のために営まれる法要のこと。本願寺での報恩講の初夜又は逮夜の法要後に行われる法話及び真宗本廟で行われる門徒の信仰告白に相当する「感話」に対する僧侶の批評は、特に改悔批判と呼ばれる。

## 解説
本願寺三世覚如が、親鸞の三十三回忌に『報恩講私記（式）』を撰述したことが起源であるとされる。
浄土真宗の僧侶・門徒にとっては、年中行事の中でも最も重要な法要である。なお、荘厳も、最も重い形式となる。
- 各本山で営まれる法要は「御正忌報恩講」と呼ばれ、祥月命日を結願（最終日）として1週間にわたり営まれる（日程は後述）。
- 別院・各末寺・各一般寺院においては、「お取越」もしくは「お引上」と呼ばれ、「御正忌報恩講」とは日付を前後にずらして1〜3日間、ないし5日間営まれる。
- 門徒のお内仏（仏壇）の前においても、所属寺院（お手次寺）の住職を招いて「お取越」･「お引上」にて営まれる。「門徒報恩講」共。
- 日付をずらす理由は、すべての僧侶・門徒は御正忌報恩講期間中に上山（本山に参拝することの意）することが、慣わしとされるためである[3]。

## 宗派別の御正忌報恩講の日程
- 1月9日〜16日…浄土真宗本願寺派（お西）・真宗高田派
- 10月25日〜28日…真宗浄興寺派
- 11月21日〜28日…真宗大谷派（お東）・真宗佛光寺派・真宗興正派・真宗木辺派・真宗出雲路派・真宗誠照寺派・真宗三門徒派・真宗山元派
- 11月23日〜28日…浄土真宗東本願寺派

親鸞が入滅した日は、弘長2年（1262年）11月28日（グレゴリオ暦換算 1263年1月16日）である。そのため宗派により、旧暦の日付のまま新暦の日付で行われる場合（11月28日）と新暦に換算した1月16日に営まれる場合があり、各派によって日程が異なる。

## 遠忌法要
50年ごとの年忌法要は、「遠忌法要」（おんきほうよう、えんきほうよう）と呼ばれ、テーマ・基本理念を掲げ、記念事業に取り組むなど盛大に営まれる。
| 宗派名             | 法要名称                      |
| ------------------ | ----------------------------- |
| 浄土真宗本願寺派   | 親鸞聖人○○○回大遠忌法要       |
| 真宗大谷派         | 宗祖親鸞聖人○○○回御遠忌法要   |
| 真宗高田派         | 開山聖人○○○回遠忌報恩大法会   |
| 真宗佛光寺派       | 宗祖親鸞聖人○○○回大遠忌法要   |
| 真宗興正派         | 宗祖親鸞聖人○○○回大遠忌法要   |
| 真宗木辺派         | 親鸞聖人○○○回御遠忌法要       |
| 真宗出雲路派       | 宗祖親鸞聖人○○○回報恩大遠忌   |
| 真宗誠照寺派       | 親鸞聖人○○○回御遠忌法要       |
| 真宗三門徒派       | 宗祖聖人○○○回御遠忌大法要     |
| 真宗山元派         | 宗祖親鸞聖人○○○回忌御遠忌法要 |
| 浄土真宗東本願寺派 | 親鸞聖人○○○回御遠忌           |

- 注 - ○○○回には、年回忌の年数が入る。（例…七百五十回〈750回〉）

## 報恩講料理
北陸地方などでは報恩講の際に僧侶による講義のほか昼食として精進料理を食べる風習（「お斎」や「ほんこさん」、「おこ（う）さま」などと呼ばれる）があり、このときに供される料理は「報恩講料理」と呼ばれる。
- 金沢市などでは飛竜頭（ひりゅうず、ひりょうず、ひろうす、ひろず）と称されるがんもどきの煮物や豆腐、小豆汁などを食し、特にニンジンやシイタケ、ゴボウ、ギンナン、レンコンなどが入った特大の飛竜頭（金沢ひろず、特製ひろず）が特徴となっている[9]。
- 福井県では「がんもどきや厚揚げと野菜の煮物」「麩の辛し和え」「ぜんまいの白和え」「すこ」「打ち豆のみそ汁」「呉汁」「なます」などが代表的な報恩講料理の献立となっている[10]。
- 富山県では、「ほうきん」と呼ばれるホウキギの実を使ったほうきんのよごしが報恩講料理として提供される[11]。